# Wolny Kościół Ewangelicki w Szwecji
Wolny Kościół Ewangelicki (szw. Evangeliska Frikyrkan) – największy baptystyczny związek wyznaniowy w Szwecji. Drugą co do wielkości wspólnotą religijną w tym kraju skupiającą baptystów jest Kościół Ekumeniczny w Szwecji.
Denominacja została powołana w 1997 w wyniku połączenia Misji Örebro z Wolną Unią Baptystyczną i Unią Uświęceniową. W 2009 Kościół liczył 299 zborów i 31 tys. ochrzczonych członków, a w 2013 skupiał 33 tys. członków.
Kościół określa się jako: ewangelicki, misyjny, baptystyczny i charyzmatyczny. Przyjmuje apostolskie i nicejskie wyznanie wiary oraz protestancką zasadę "Sola Scriptura". Każdy zbór jest autonomiczny, a wierni przyjmują chrzest na wyznanie wiary w wieku świadomym.
Jest członkiem Światowego Związku Baptystycznego oraz Europejskiej Federacji Baptystycznej.